# Alexey Vermeulen
Alexey Vermeulen (Memphis, 16 dicembre 1994) è un ciclista su strada statunitense, professionista dal 2016 al 2018 e successivamente attivo nel circuito ciclistico statunitense.

## Palmarès
- 2011 (Juniores)

Campionati statunitensi, prova in linea juniores
- 2018 (Interpro Stradalli Cycling, una vittoria)

4ª tappa Tour du Maroc (Marrakech > Ouarzazate)

### Gravel
- 2024

Big Sugar Gravel

## Piazzamenti

### Classiche monumento
- Liegi-Bastogne-Liegi

2016: ritirato
2017: 85º
- Giro di Lombardia

2016: ritirato

### Competizioni mondiali
- Campionati del mondo

Copenhagen 2011 - In linea Juniores: 56º
Valkenburg 2012 - In linea Juniores: 52º
Ponferrada 2014 - In linea Under-23: 59º
Doha 2016 - Cronometro Elite: 28º
Doha 2016 - In linea Elite: ritirato
Bergen 2017 - In linea Elite: ritirato
- Campionati del mondo gravel

Veneto 2023 - Elite: 33º